# Altenmarkt an der Alz
Altenmarkt an der Alz är en kommun och ort i Landkreis Traunstein i Regierungsbezirk Oberbayern i förbundslandet Bayern i Tyskland.